# Rexea brevilineata
Rexea brevilineata és una espècie de peix pertanyent a la família dels gempílids.

## Descripció
- Pot arribar a fer 43 cm de llargària.
- El cos és recobert totalment d'escates a partir dels 20 cm de longitud.
- És de color marró amb tonalitats platejades.
- 18 espines i 15-18 radis tous a l'aleta dorsal i 2 espines i 12-14 radis tous a l'anal.
- 34 vèrtebres.
- La línia lateral es ramifica per sota de la cinquena a la setena espines de la primera aleta dorsal (normalment, acaba per sota de la tercera a la darrera espines de la primera aleta dorsal).
- Les dues membranes anteriors de la primera aleta dorsal són negres, així com les vores de la mateixa aleta.
- La part posterior de l'aleta pectoral és negra.[5][6]

## Reproducció
Assoleix la maduresa sexual en arribar als 25 cm de longitud.

## Alimentació
Menja calamars i peixos.

## Hàbitat
És un peix marí i bentopelàgic que viu entre 180 i 400 m de fondària i entre les latituds 20°S-27°S i 90°W-81°W.

## Distribució geogràfica
Es troba al Pacífic sud-oriental: Xile (incloent-hi l'illa de Pasqua).

## Observacions
És inofensiu per als humans i la seua esperança de vida és de 15 anys.